# Чанга Манга
Чанга Манга е вековна изкуствена гора и убежище за диви животни в Пакистан намираща се в окръзите Касур и Лахор на провинция Пенджаб. Северно от нея се намира и столицата на провинцията град Лахор. Заема площ от 5027 ha. Името си получава от легендите за двама братя крадци - Чанга и Манга, които намирали убежище в гората и криели тук своите заграбени вещи. Това е една от най-големите изкуствено посадени гори, създадени през 19 век в резултат на нуждата на британските колонизатори от дървен материал за строежа на железници. Тук са посадени както местни дървесни видове, така и привнесени такива. С течение на времето гората става убежище и на редица местни видове бозайници, птици и други местни видове. През 2008 г. е обявена за парк. Тук е изграден развъден център за мести застрашени видове като особено внимание се отделя на запазването на бенгалския лешояд (Gyps bengalensis).